# Старо село (област Сливен)
Вижте пояснителната страница за други значения на Старо село.
Старо село е село в Югоизточна България. То се намира в община Сливен, област Сливен.

## История
Старото име на селото е Мехрем бей чифлика. Хората от съседните села го знаят като Чифлик и Чувлик. Днешното си име носи заради множеството останки от антични сгради в него и землището му, основно са от трако-римския град „Авли“. Има и няколко тракийски гробни могили. През 1988 г., при изкопни работи се разкри зидан с каменни плочи водопровод от римски тип, по който все още течеше вода.
Днешното българско население са потомци на хайдушкия род Чавдарята от с. Аврен – днес в Турция. Първо в чифлика се хваща на работа Димитър (Митю Хаджията) около 1877 г., който се укрива тук от турските власти в родния си край. След Освобождението, когато става ясно, че според Берлинския конгрес, Одринска Тракия остава изцяло в пределите на Турция, тук идват баща му Тянко Петков с братята си Божко и Шидер с целите им семейства. Те разменят имотите си в Аврен за Чифлика с едно ръкостискане и на честна дума. По-късно, през 1903 година, българската държава не признава изцяло сделката и настанява в селото и оземлява повече от сто семейства, бежанци от Македония.
През лятото на 1944 г. от селото преминава в нелегалност голяма група партизани (8-10 души) начело с Йордан Марков, баща на актрисата Соня Маркова. В мемоарната партизанска литература той се споменава с името „Даню Староселски“. Партизанската група е организирана от нелегалния функционер на комунистическата партия Петър Семерджиев, автор на исторически книги за нелегалната борба и народния съд след 9 септември 1944 с критики против тоталитаризма и принуден да се пресели в Израел. В центъра на селото има паметник с тленните останки на староселеца Нено Ст. Ненов, интербригадист от испанската гражданска война.
На около 2 км югозападно от селото е разположена Регионалната Дирекция за борба с градушките – Сливен област. Дирекцията е Деветия полигон за борба с градушките в системата за противоградова защита в България – поделение на Изпълнителната Агенция за борба с градушките със седалище в София.

## Личности
- Йордан Марков,Нено Стоянов, Марин Шидеров, Атанас Кънев